# Nordstraße (Hanau)

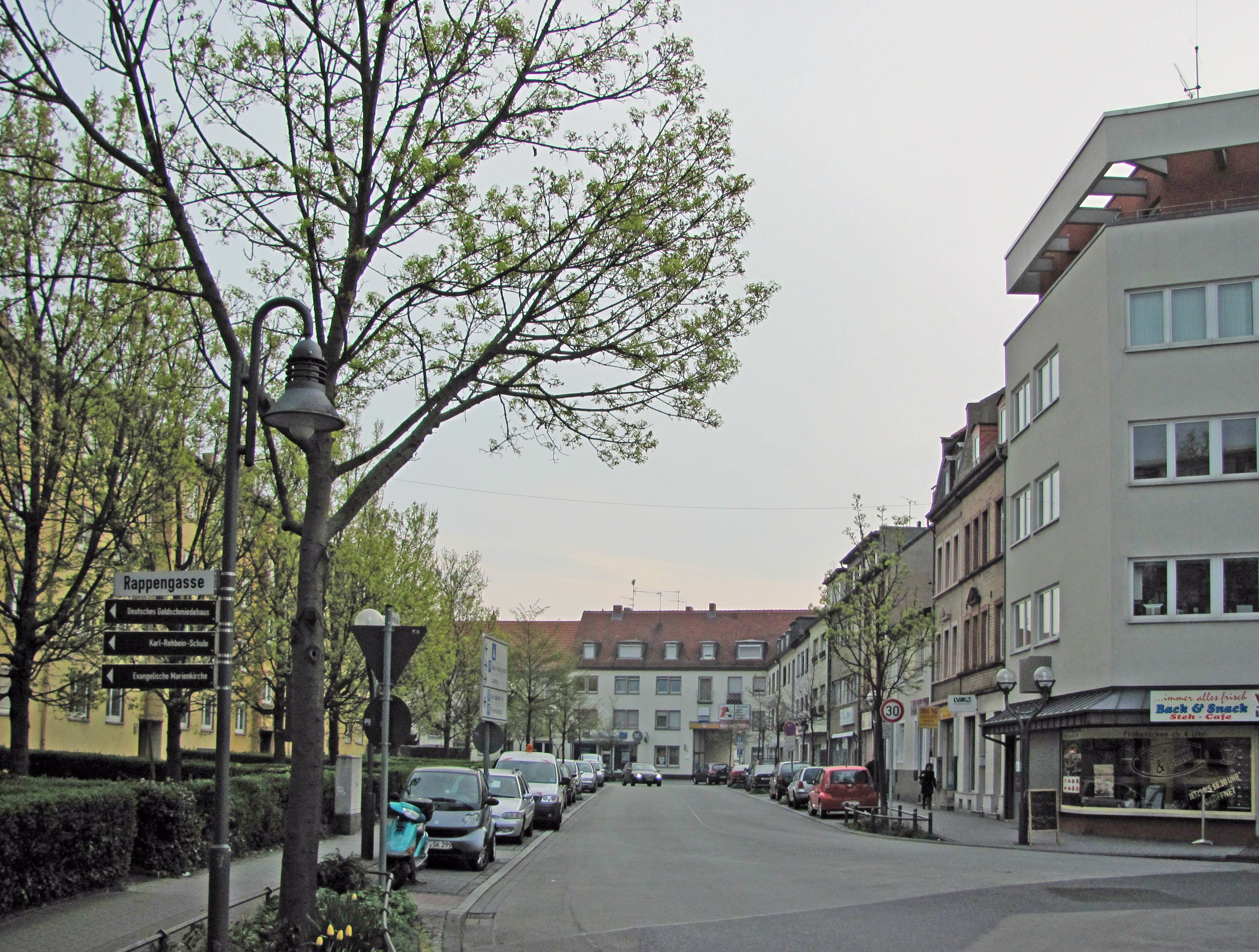
Südlicher Schenkel der Nordstraße mit Blick auf den ehemaligen Standort der Synagoge

Die Nordstraße in Hanau, die frühere Judengasse, ist der Standort des frühneuzeitlichen jüdischen Ghettos der Stadt.

## Geschichte der Juden in Hanau

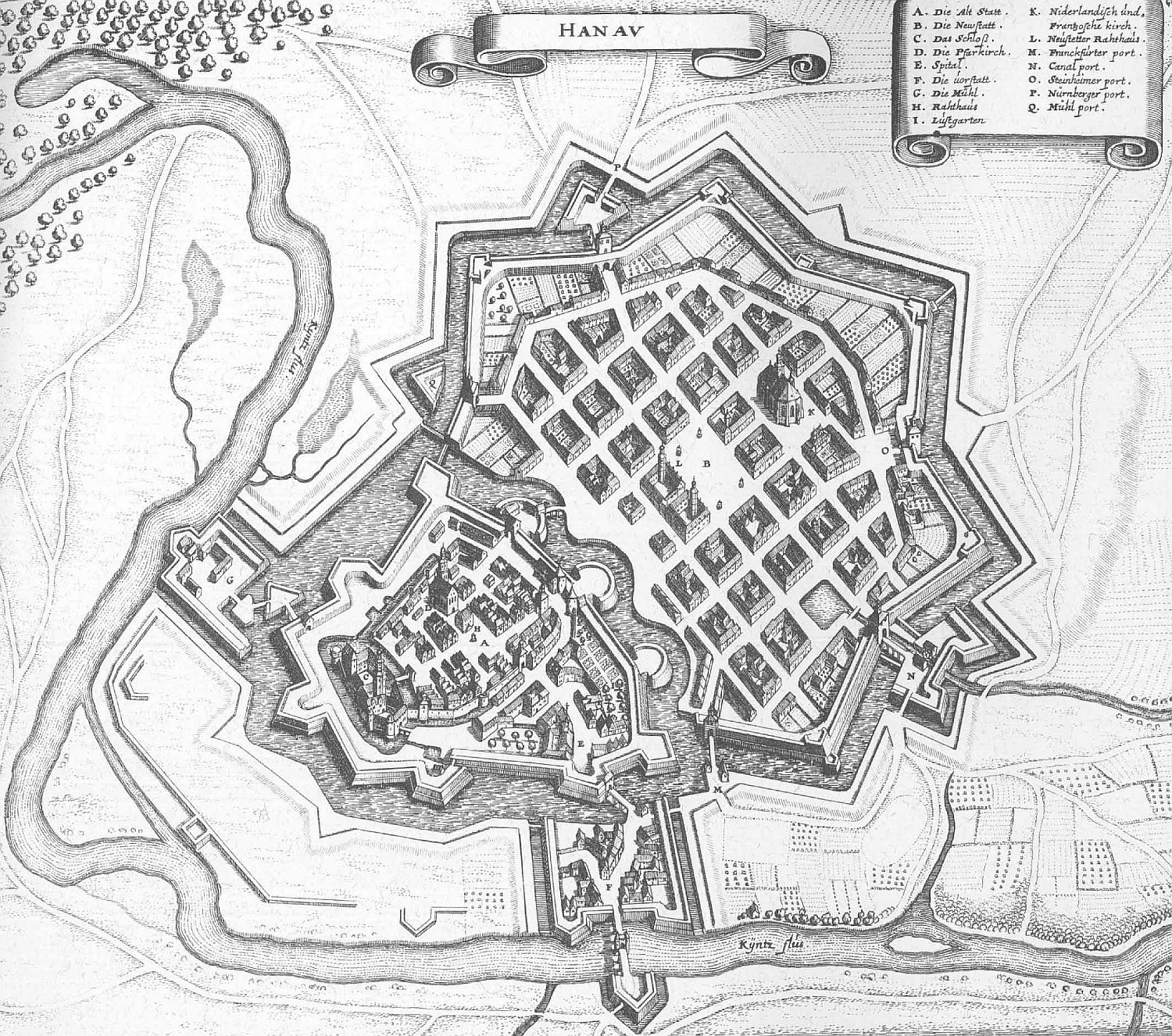
Stadtplan Hanau mit Judengasse 1655

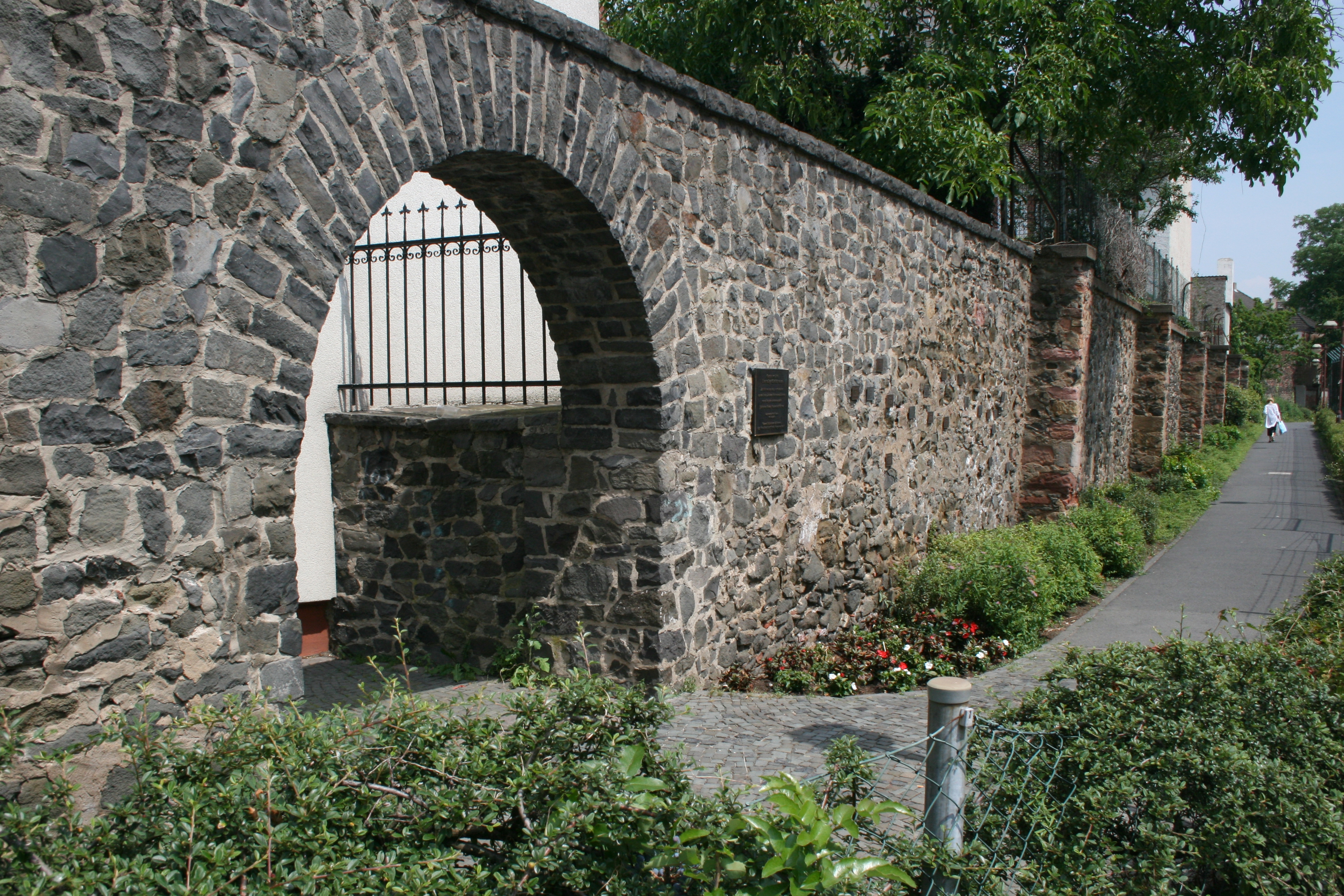
Ghetto-Mauer Hanau

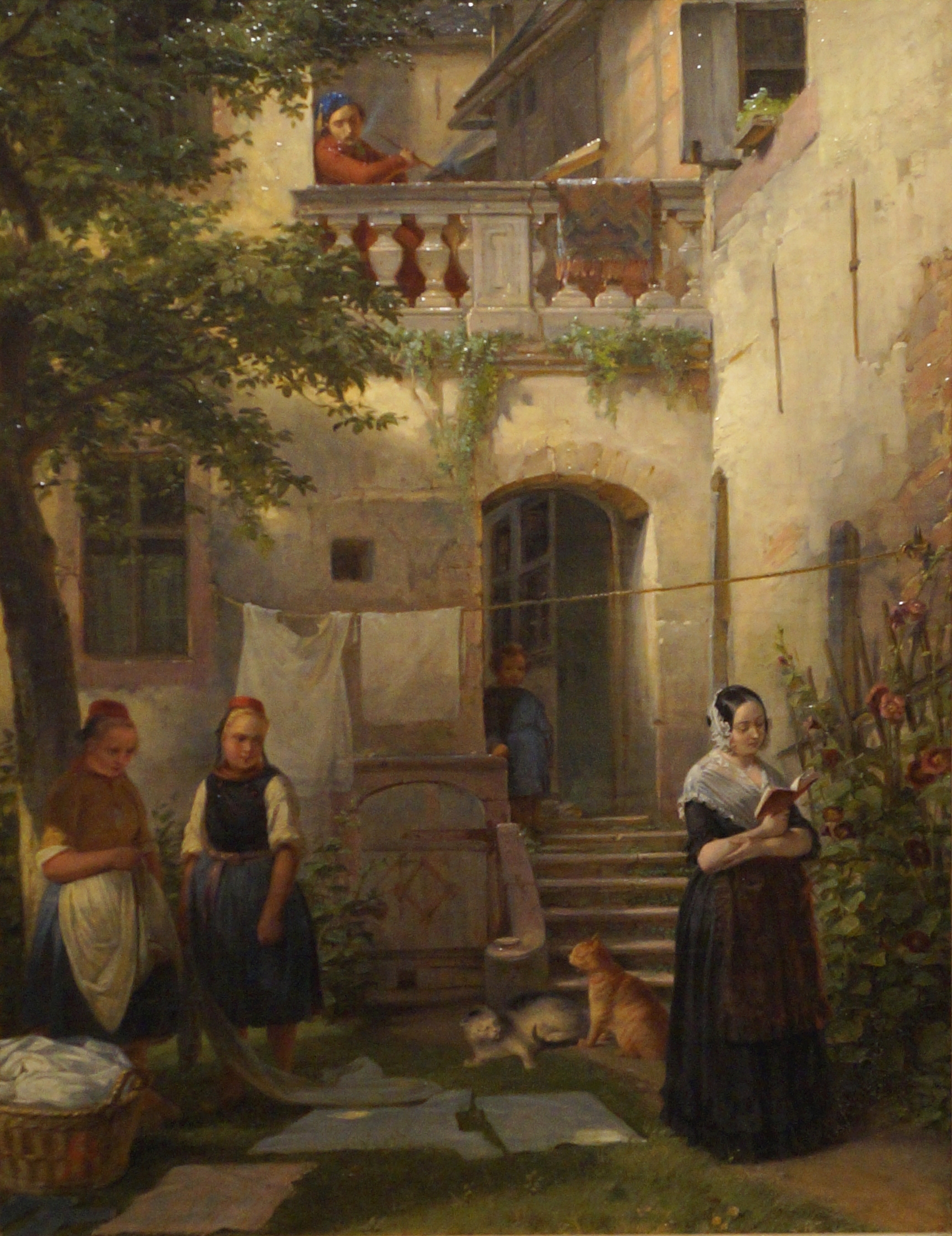
Moritz Daniel Oppenheim: Der Bleichgarten (1842), möglicherweise eine Hinterhofszene des Hanauer Ghettos darstellend

1344 wurden alle Juden der Hanauer jüdischen Gemeinde aufgrund der Pestpogrome ermordet. Ab 1603 siedelten sich in Hanau wieder Juden an. Am 28. Dezember 1605 erließ Graf Philipp Ludwig II. von Hanau-Münzenberg dazu ein Privileg, die so genannte „Judenstättigkeit“.  

## Ghetto 1605–1806
Seit 1528 war die mittelalterliche Befestigung der Stadt Hanau mit einer damals modernen Renaissance-Befestigung umgeben worden. Dabei wurde die mittelalterliche Befestigung weitestgehend unangetastet gelassen. Im Südosten in einer 1540 bereits vorhandenen Straße wurde das Ghetto eingerichtet. Die Judengasse war mit Toren an beiden Ausgängen abschließbar. Während des Sonntags durften die Bewohner das Ghetto nicht verlassen. 1609 gab es 26 Häuser (1837 waren es 79).  Die neue Gemeinde war direkt der gräflichen Verwaltung unterstellt, nicht einer der beiden Stadtverwaltungen von Alt- oder Neustadt Hanau, auch wenn ihre Bewohner gegenüber der Altstadt Kopfsteuer zahlen mussten. Zwischen 1610 und 1630 bestand in Hanau eine hebräische Druckerei, einer der ersten Betriebe dieser Art überhaupt. Während des „Fettmilch-Aufstandes“ in Frankfurt fanden im Sommer 1614 etwa 250 Juden aus der Frankfurter Judengasse vorübergehend Zuflucht in Hanau. Der Hanauer Maler Moritz Daniel Oppenheim hat in seinem Werk vielfach die Verhältnisse in der Hanauer Judengasse festgehalten. Erst Napoleon hob 1806 die Wohn- und Zugangsbeschränkungen für Juden auf. Die Bewohner konnten nun überall in Hanau wohnen und nicht-jüdische Hanauer dort Wohnung nehmen. Sein endgültiges Ende als Ghetto fand die Judengasse allerdings erst mit der allmählichen rechtlichen Gleichstellung der Hanauer Juden in den 1830er Jahren.

## Gedenkstätte für die Opfer des Nationalsozialismus
Die Südseite der Grundstücke im südlichen Abschnitt der Nordstraße waren durch eine Ghetto-Mauer gegenüber der Hanauer Neustadt begrenzt. Diese Ghetto-Mauer ist eine der wenigen, die in Deutschland noch erhalten sind. Die Mauer ist heute eine Gedenkstätte. Ihre ehemalige Funktion als Ghetto-Mauer ist wohl sekundär, die ursprüngliche Funktion nicht geklärt. Eventuell handelt es sich um den letzten renaissance-zeitlichen Rest der Stadtbefestigung Hanau.

## Umbenennung in Nordstraße 1898
Auf Antrag der Anwohner und Hauseigentümer wurde die Judengasse am 25. Februar 1898 in Nordstraße umbenannt, weil der Name als diskriminierend und wertmindernd für die dortigen Immobilien empfunden wurde.

## Bauten
Die Nordstraße ist als Bestandteil der Gesamtanlage Altstadt mit Freiheitsplatz Kulturdenkmal nach dem Hessischen Denkmalschutzgesetz.

### Synagoge

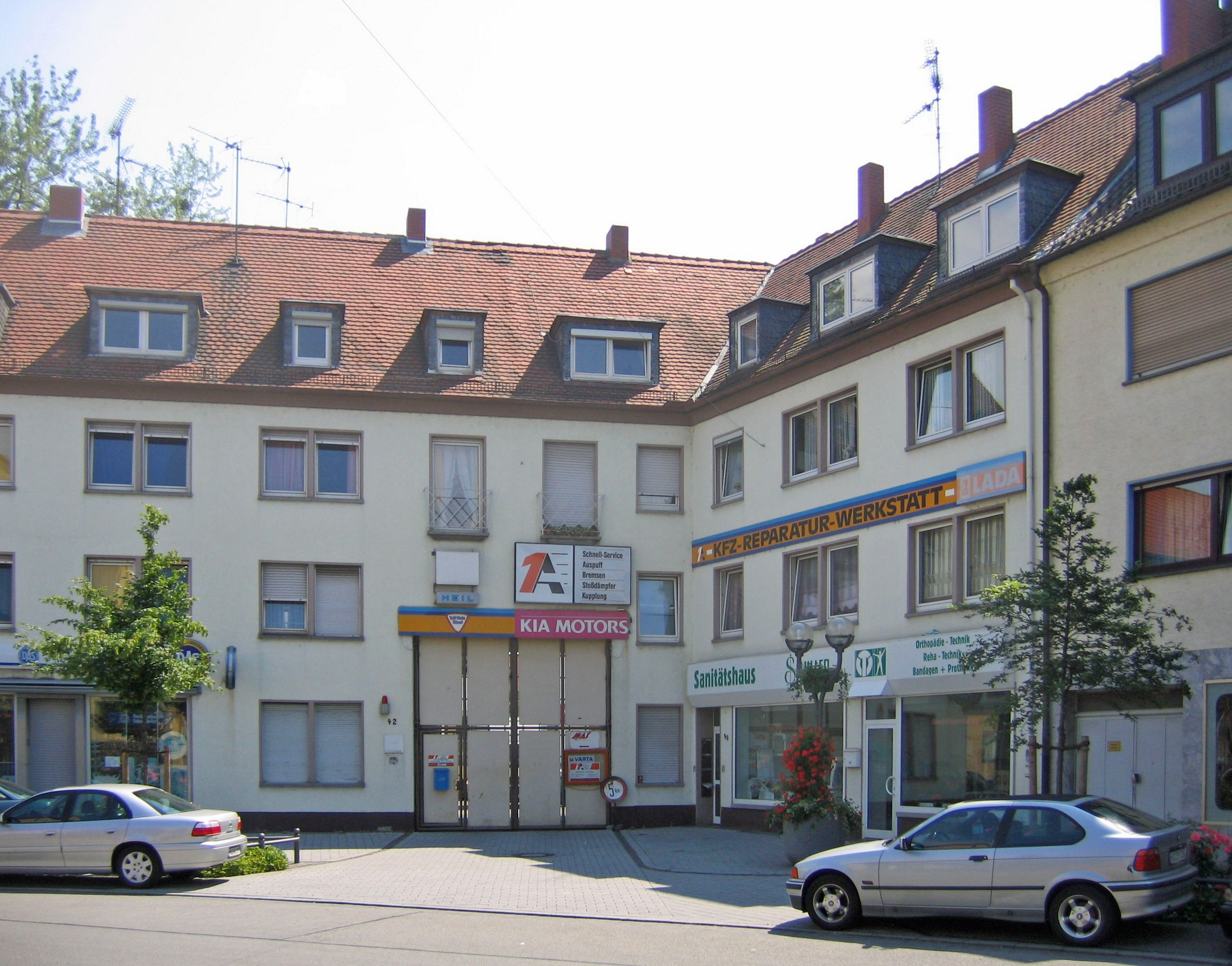
Standort der Synagoge bis 1938

Eine Synagoge gab es in der Judengasse spätestens seit 1608. Aus diesem Jahr stammte das Gebäude, das am 9. November 1938 im Zuge des Novemberpogroms zerstört wurde. Die Synagoge stand in der Nordstraße 40 (zuvor: Judengasse 52).

### Rabbinerhäuser
In der Nordstraße 29 (zuvor: Judengasse 35) stand ein ehemaliges Rabbinerhaus.  Als solches wird auch Nordstraße 44 (zuvor: Judengasse 56) genannt. In letzterem befand sich eine Mikwe für Frauen und die jüdische Schule. Die Wohnung des Rabbiners und das Gemeindehaus wurden im 19. Jahrhundert in die Nürnberger Straße 3 verlegt.

### Mikwe
Im Keller der Nordstraße 25 (zuvor: Judengasse 31, auch: Haus „Der schwarze Bär“) befand sich die Mikwe für Männer. Der Stadtgraben der mittelalterlichen Stadtumwehrung, in dessen Verlauf sich die Straße erstreckt, war hier überwölbt und eine entsprechende Anlage eingerichtet worden.

### Gedenkstätte

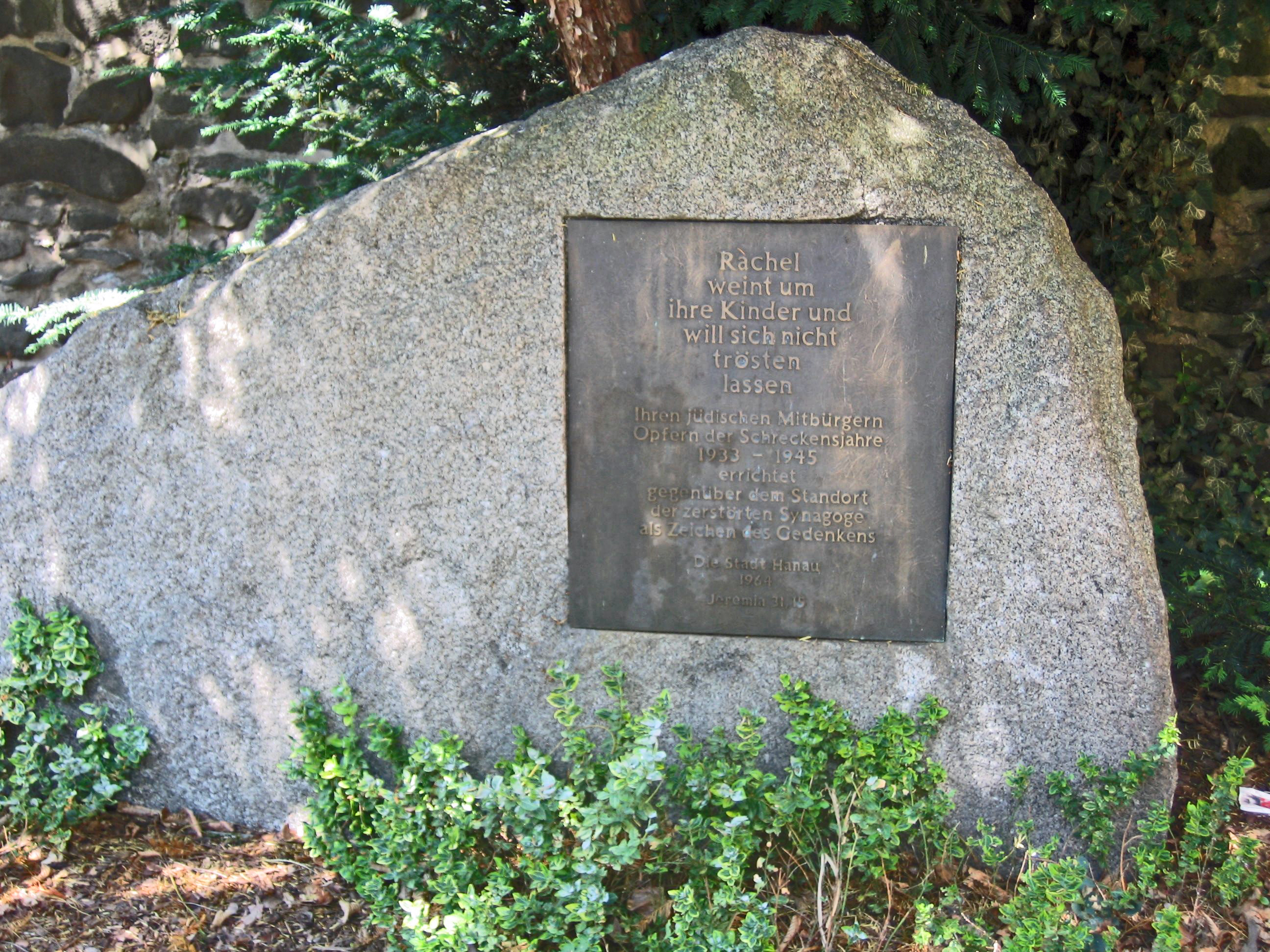
Gedenkstein für die zerstörte Synagoge

Gegenüber dem früheren Standort der Synagoge befindet sich seit 1964 ein Gedenkstein, der an die ausgelöschte jüdische Gemeinde erinnert. Begleitet wird er von einer Tafel, die Erläuterungen zum geschichtlichen Hintergrund gibt. Hinter diesem Mahnmal befinden sich Mauerreste des „Hexen-“ oder „Diebsturms“, Teil der mittelalterlichen Befestigung der Altstadt Hanau. In diesem Turm befand sich 1605–1608 die erste provisorische Synagoge der Gemeinde.